# Automobilwerk Eisenach

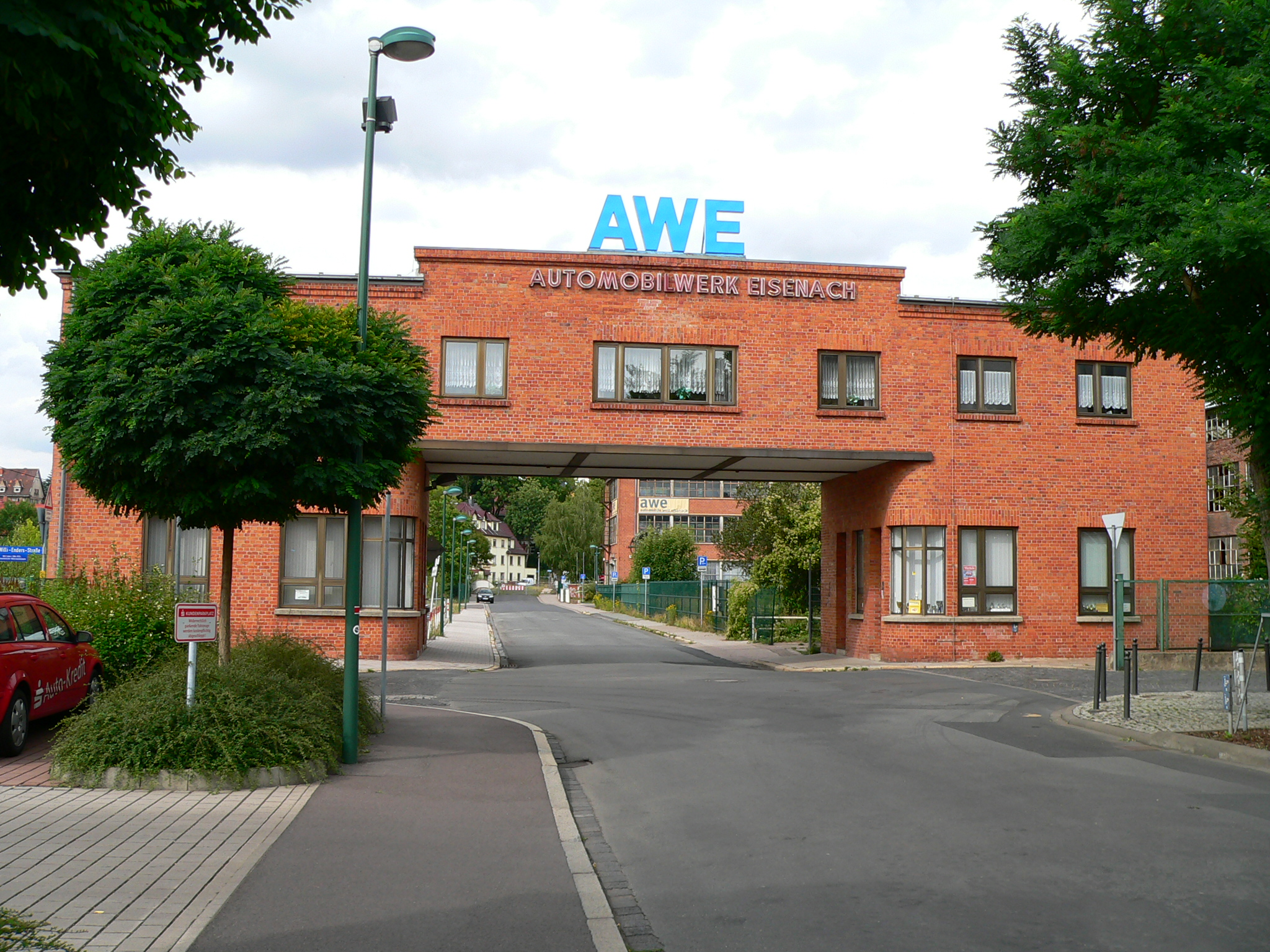
L'ingresso dello stabilimento dell'Automobilwerk Eisenach, ormai dismesso

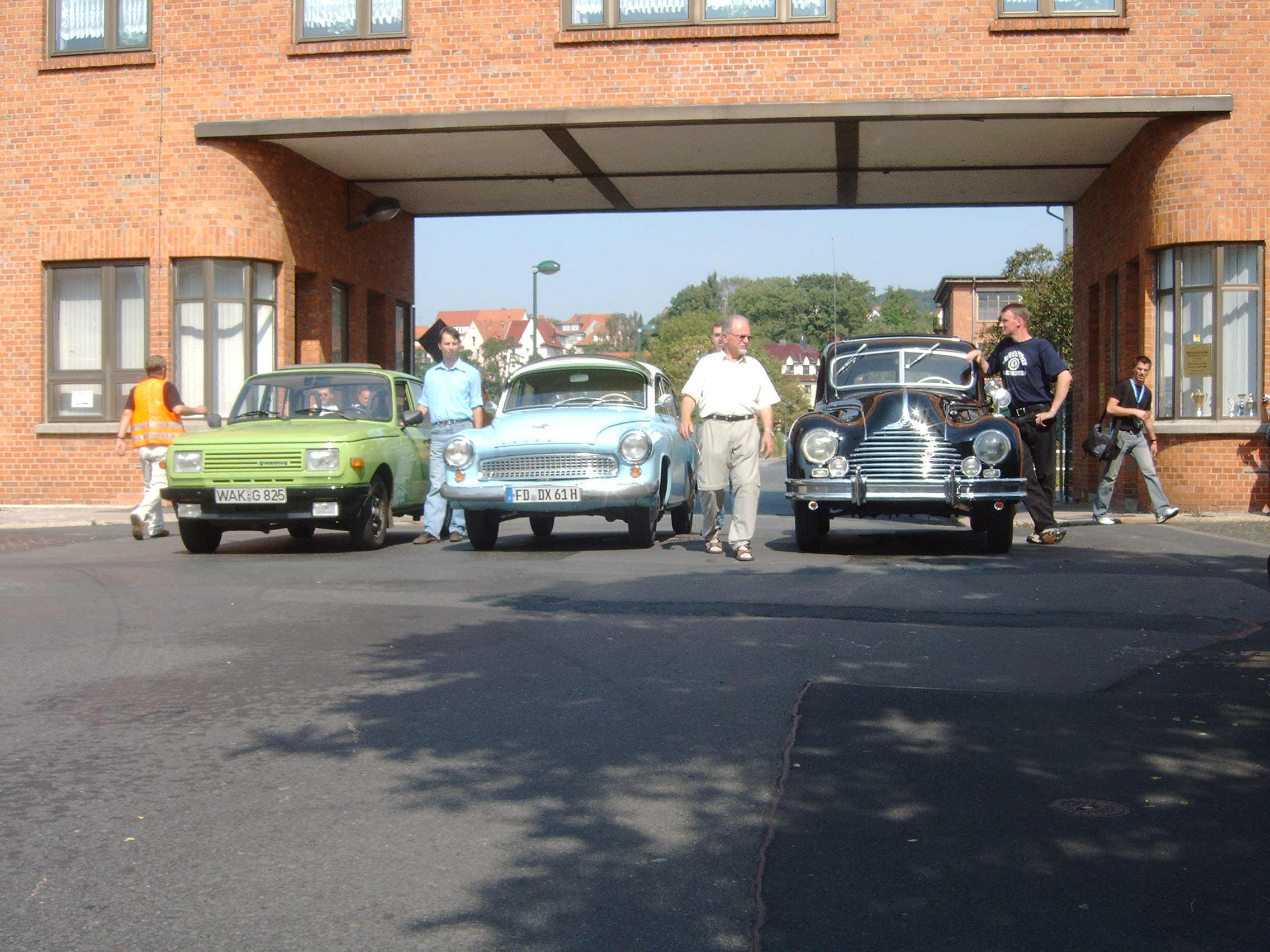
Wartburg 353 e 311 ed EMW 340, ossia i tre principali modelli prodotti nello stabilimento AWE nel dopoguerra

La Automobilwerk Eisenach (Fabbrica Automobili Eisenach) fu una casa automobilistica tedesca attiva dal 1896 al 1991.

## Storia
La storia di questa fabbrica automobilistica passa attraverso numerose tappe assai significative, che vedono il succedersi di diverse ragioni sociali e di diverse gestioni da parte di altri enti. Immutata rimane invece, nel corso dell'intera storia, la sede di Eisenach, in Turingia.

### Fondazione: la Fahrzeugfabrik Eisenach

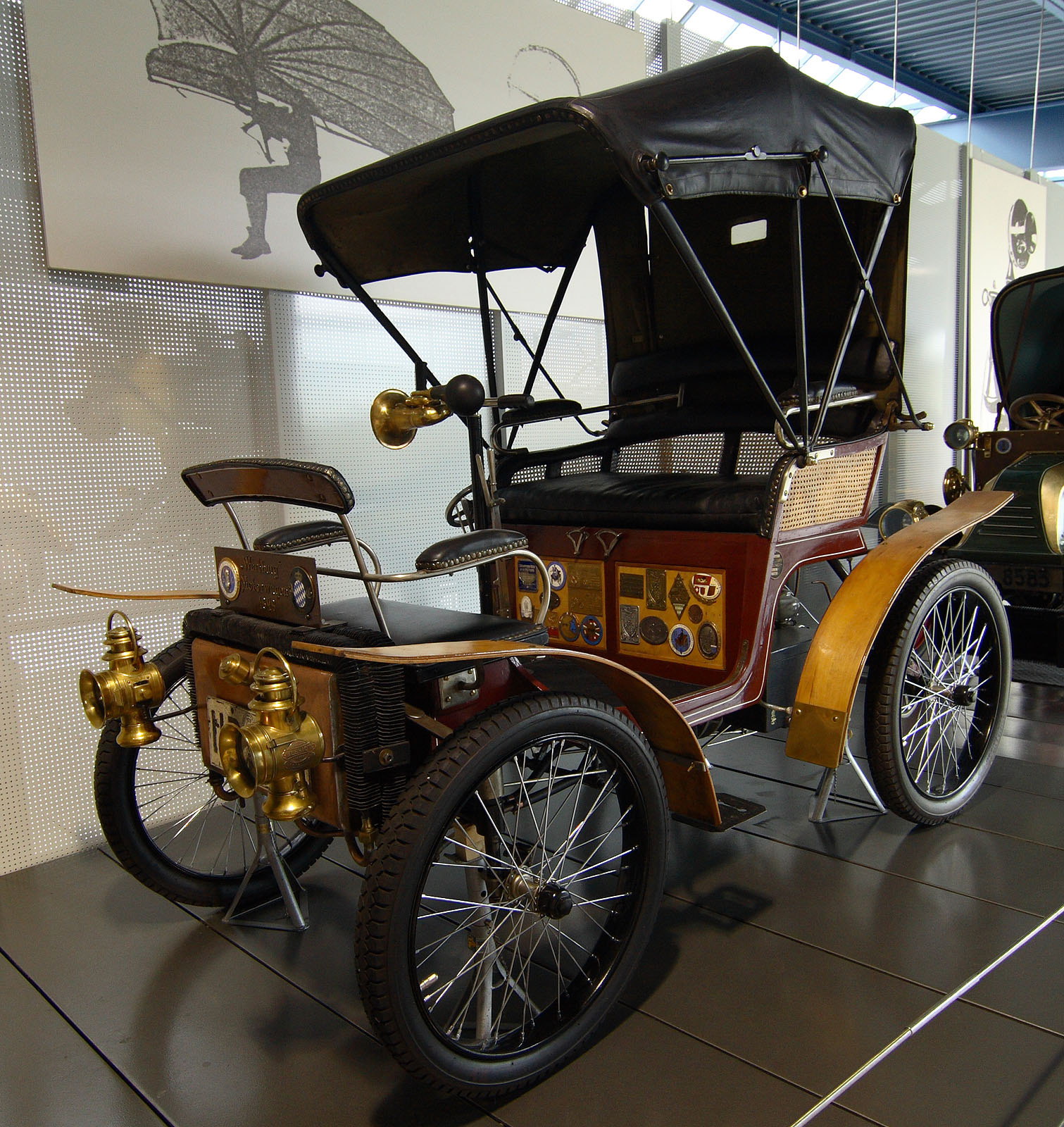
Una Wartburg, primo modello uscito dalla fabbrica di Eisenach

La fabbrica venne fondata il 3 dicembre 1896 dall'industriale tedesco Heinrich Ehrhardt. La ragione sociale scelta da quest'ultimo fu Fahrzeugfabrik Eisenach (dal tedesco, Fabbrica di veicoli di Eisenach).
Durante i primi due anni la produzione era incentrata esclusivamente sul settore delle biciclette ed anche di pistole. Il fondatore vedeva inizialmente il settore degli armamenti come sicuro sbocco commerciale.
Fu solo nel 1898 che l'interesse principale dell'azienda si spostò nel settore automobilistico. Ehrhardt si accorse infatti dello sviluppo e della diffusione di quel rivoluzionario mezzo di trasporto che era l'automobile, come testimoniavano tra l'altro i successi di marchi tedeschi come la Benz e la Daimler.

#### La Wartburg
Fu così che Ehrhardt indirizzò i fondi investiti in un'altra direzione ed acquisì dalla francese Decauville la licenza per produrre in Germania una sua vettura. Nacque così la Wartburg, prima autovettura della Fahrzeugfabrik Eisenach (FFE). Il nome del modello derivava dal nome di un antico castello situato in quella zona.
La Wartburg fu presentata al Salone di Düsseldorf nel settembre 1898 e consisteva, come la stragrande maggioranza delle vetture di allora, in un mezzo simile ad una carrozza a motore. L'impostazione della vettura era di quel tipo che in Francia era nota come vis-à-vis, ossia con i posti a sedere disposti su due piccole panche l'una affacciata verso l'altra.
Le sospensioni erano presenti solo all'avantreno, dove trovavano posto delle molle a balestra. Posteriormente, invece, non vi era alcun sistema di smorzamento degli scossoni.
Il motore utilizzato dalla Wartburg era un bicilindrico da 479 cm³, che poteva essere, a scelta, raffreddato ad aria o ad acqua. Nel primo caso la potenza massima arrivava a 3.5 CV, mentre nel secondo venivano raggiunti 5 CV. La velocità massima dipendeva dal numero di persone a bordo, ma in ogni caso non superava nella migliore delle condizioni i 45 km/h.
La Wartburg ebbe comunque degli ottimi trascorsi sportivi, aggiudicandosi almeno ventidue gare, tra cui la Dresda-Berlino e la Aquisgrana-Bonn.
Ne furono prodotti unicamente 6 esemplari fino al 1900.

#### Fine della gestione Ehrhardt
Nel frattempo, il fondatore Heirinch Ehrhardt lasciò la direzione dell'impresa nelle mani del figlio Gustav, ma già nel 1903 la famiglia Ehrhardt abbandonò tale compito per motivi economici, oltre che per il fatto che la licenza della Decauville era scaduta.

### L'era Dixi

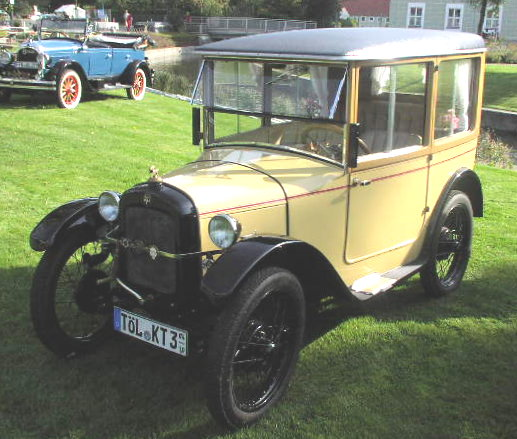
Una Dixi DA-1 3/15, piccola vettura della Dixi su licenza Austin

Un nuovo riassetto della dirigenza aziendale comportò la trasformazione della ragione sociale in Dixi Werke - Fahrzeugfabrik Eisenach, adottando la denominazione commerciale Dixi che apparve in pubblico per la prima volta sulle vetture esposte al Salone di Francoforte del 1904. Uno dei modelli di punta della Dixi fu la Type U35, lanciata nel 1907 e capace di 65 CV di potenza massima e di 85 km/h di velocità massima.
Lo scoppio della prima guerra mondiale impose all'azienda di convertire la produzione automobilistica in produzione di autocarri militari e pistole.
Il primo dopoguerra vide la fabbrica fare i conti con i danni e con una difficoltosa situazione economica. Per superare tale evento, la Dixi si fuse con la Gothaer Waggonfabrik, un'azienda tedesca specializzata in trasporti su rotaia che dovette anch'essa riconvertire la produzione a scopi militari durante i primo conflitto mondiale. La Dixi tornò alla produzione automobilistica, ma per evitare inopportuni investimenti di eccessiva entità, preferì dedicarsi alla produzione di modelli di fascia bassa.
Dopo aver acquisito dall'inglese Austin la licenza per la produzione della Seven, una piccola vettura di gran successo oltremanica, nel 1927 fu lanciata la versione tedesca, ribattezzata Dixi DA-1 3/15.

### L'era BMW

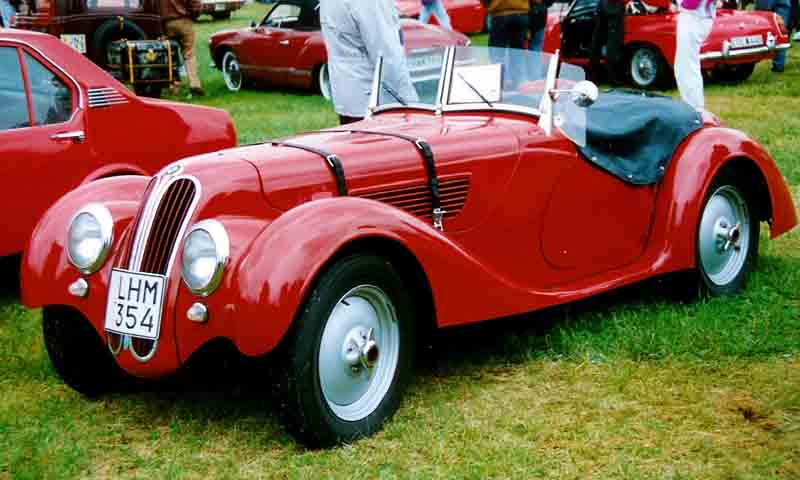
Una BMW 328, tra i più celebri modelli usciti dalla fabbrica di Eisenach

Nel 1928, la BMW, che fino a quel momento si era occupata unicamente di motociclette e motori aeronautici, acquisì la Dixi e per breve tempo proseguì la produzione della piccola DA-1 con marchio Dixi, ma ben presto tale marchio venne estinto e la DA-1 venne ben presto commercializzata con il marchio della Casa bavarese, che fin dal momento dell'acquisizione della Dixi ribattezzò la fabbrica di Eisenach come Eisenacher Automobilwerke.
In tale fabbrica ebbe inizio la grande storia della produzione automobilistica BMW. Dalla fabbrica di Eisenach uscirono modelli destinati a restare nella storia, come la sportiva BMW 328 o la 326, vettura con la quale la BMW lanciò la sua sfida a marchi come la Mercedes-Benz, oppure ancora come la 303, prima di una lunghissima stirpe di modelli BMW con motore a 6 cilindri in linea, un tipo di architettura motoristica che perdura ancor oggi in molti modelli della Casa bavarese.
Nel 1939, però, lo scoppio della seconda guerra mondiale mise fine all'ottimismo della Casa bavarese: dopo i primi due anni senza grossi problemi di sorta, la fabbrica di Eisenach cominciò ad essere danneggiata.

### Occupazione sovietica: nascita della EMW

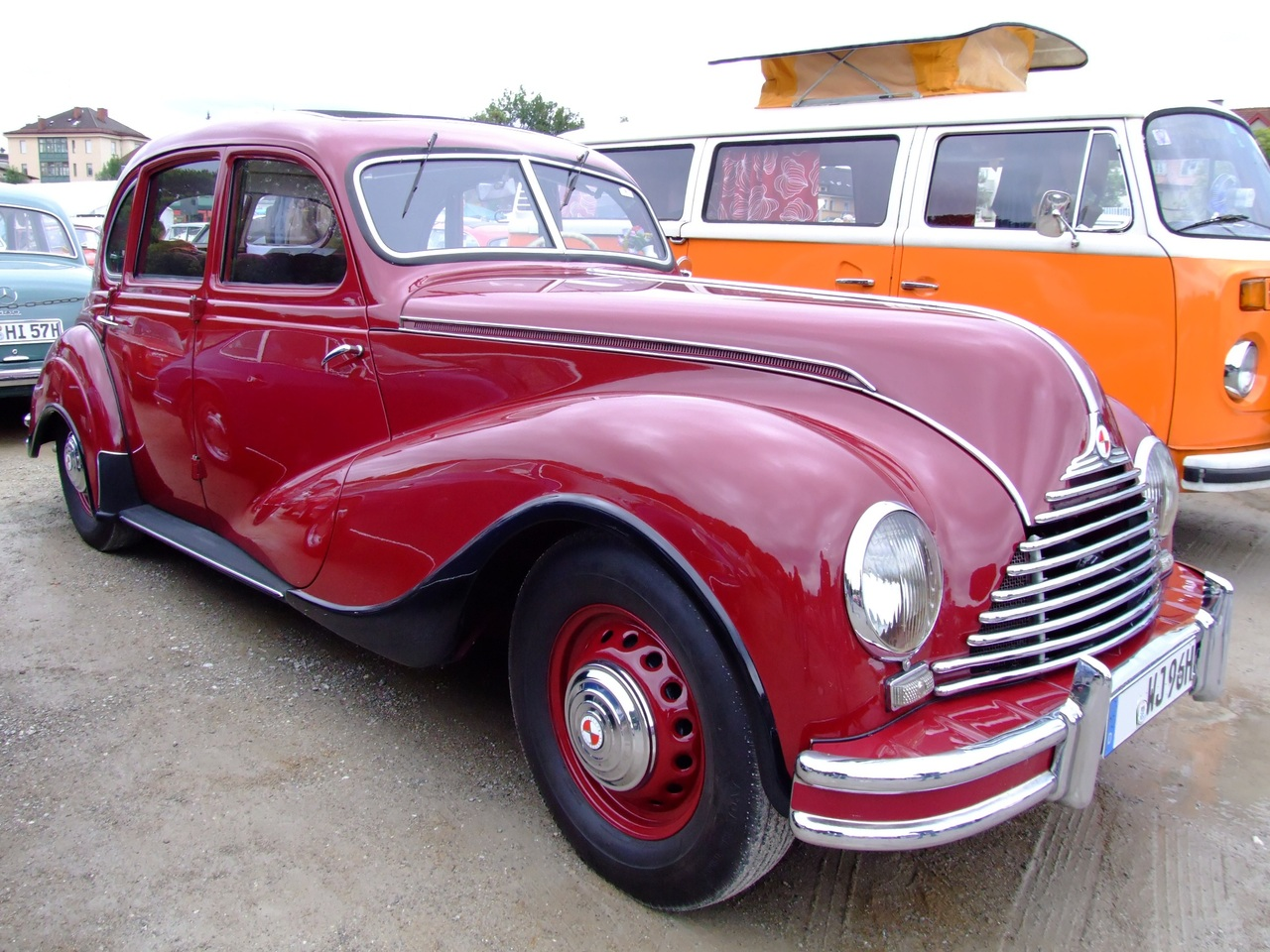
Una EMW 340-2

La fine delle ostilità, che doveva significare una nuova ripresa per la BMW si tramutò nel principio della crisi più profonda della storia del marchio bavarese: il governo sovietico occupò l'intera Turingia e con essa anche la fabbrica di Eisenach. Fu instaurato un ferreo regime militare che durò 4 anni, al termine dei quali venne proclamata la Repubblica Democratica Tedesca, nel 1949. Nel frattempo la ragione sociale della fabbrica di Eisenach mutò in Sowjetische AG Maschinenbau Awtowelo, Werk BMW Eisenach (in tedesco, Costruzioni Sovietiche Avtovelo, Fabbrica BMW di Eisenach) e ripropose alcuni modelli BMW di fine anni trenta.
Nel 1952, con la cessione del controllo della fabbrica al governo tedesco dell'Est, il marchio fu mutato in EMW, Eisenacher Motor Werk (in tedesco, Fabbrica Motoristica di Eisenach).

### Nascita della AWE

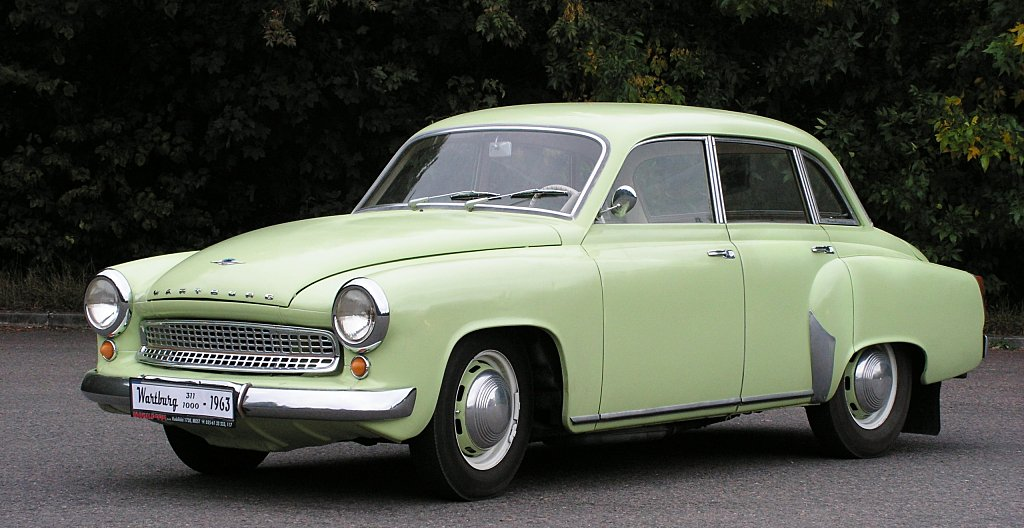
Una Wartburg 311.

Ma già nel 1953, la ragione sociale mutò nuovamente nel marchio definitivo di Automobilwerk Eisenach (AWE).
La AWE, intesa come Casa automobilistica, già alla sua nascita procedette ad inglobare altri due stabilimenti situati nella zona della Sassonia, e precisamente a Zwickau ed a Zschopau. In tali stabilimenti erano attivi rispettivamente la IFA, fondata nel 1949, e la MZ specializzata in motociclette e già sotto il controllo della IFA. Quest'ultima si limitò a proporre riedizioni di un paio di modelli DKW d'anteguerra: a partire dal 1953, anno di annessione della IFA nella Automobilwerk Eisenach, i modelli automobilistici della IFA vennero assemblati ad Eisenach. La IFA venne estinta nel 1956, dopo soli sette anni di attività. A quel punto la fabbrica di Zwickau divenne la sede della AWZ (Automobilwerk Zwickau), un altro gruppo industriale da cui in seguito sarebbe nata la Trabant, mentre ad Eisenach vennero prodotti modelli inediti, ma sempre su base meccanica antiquata, con marchio Wartburg, fondato nel 1955 dopo l'estinzione del marchio EMW, con il quale cominciò la produzione di una serie di vetture con motore a due tempi raffreddato a liquido, che sarebbe durata per ben 35 anni. Con il passare del tempo tali vetture divennero anacronistiche nella tecnica, ma le autorità statali impedirono ai tecnici Wartburg l'applicazione di qualunque altra novità tecnica.
Solo nel 1988 fu permessa l'adozione di un motore a quattro tempi raffreddato a liquido di origine Volkswagen.

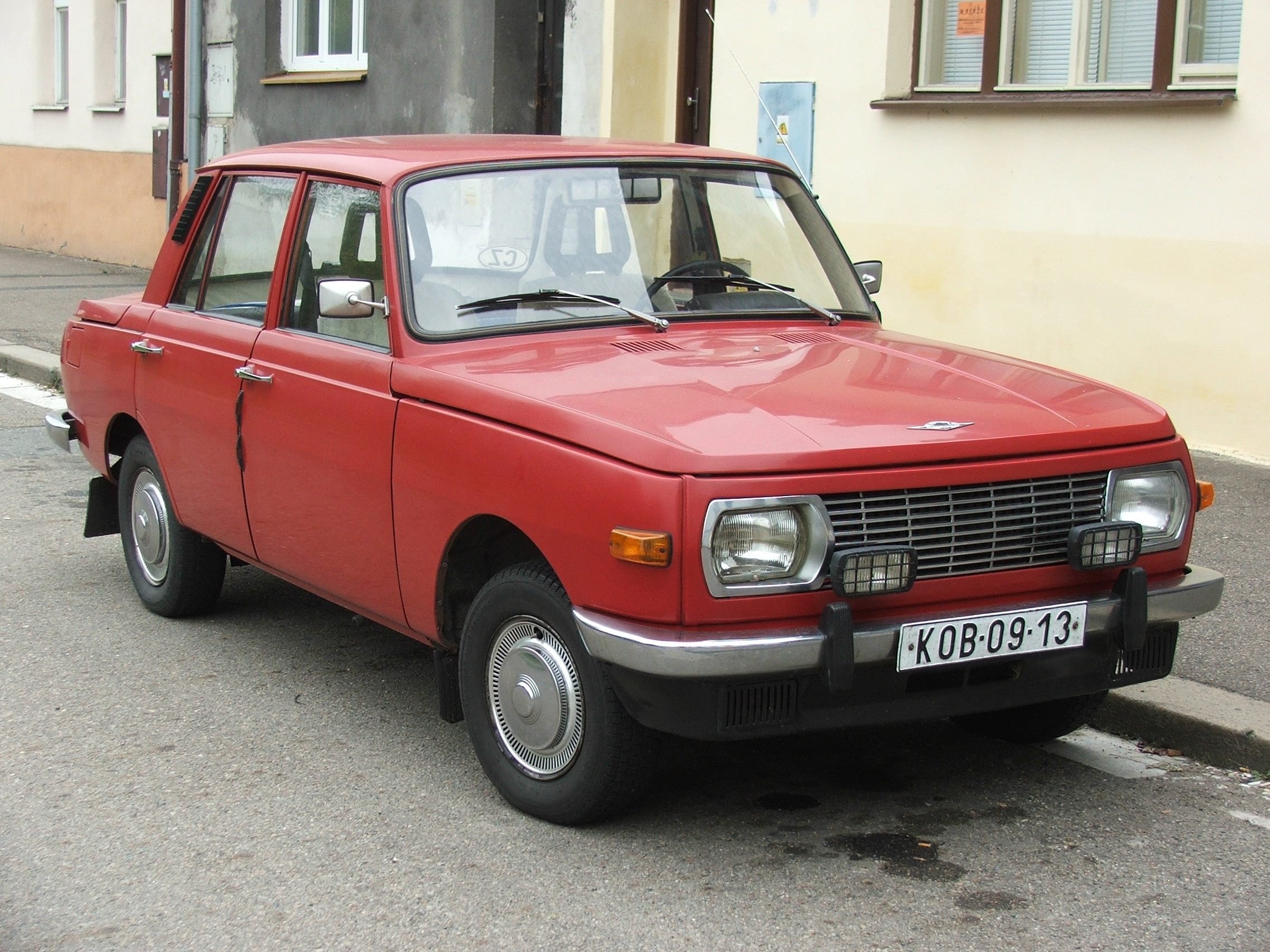
Una Wartburg 353.

### Riunificazione della Germania: fine della AWE
La riunificazione delle due Germanie, avvenuta nel 1990 costituì il colpo finale per la AWE e per il marchio Wartburg. Tali vetture non poterono competere con le auto occidentali, che nel frattempo si erano evolute enormemente. Fu così che nel 1991 la fabbrica chiuse definitivamente i battenti.
In seguito, i lavoratori precedentemente impiegati alla AWE trovarono posto nella nuova fabbrica Opel di Eisenach. La ex-fabbrica della AWE venne smantellata quasi del tutto: solo una parte venne destinata ad ospitare il locale museo automobilistico.

## Modelli prodotti
| Anni      | Modello                                                                                     | Veicoli prodotti |
| --------- | ------------------------------------------------------------------------------------------- | ---------------- |
| 1898–1903 | Wartburg-Motorwagen                                                                         | circa 250        |
| 1904–1927 | Dixi-PKW                                                                                    | 6.090            |
| 1907–1927 | Dixi-LKW                                                                                    | 2.622            |
| 1907–1928 | Dixi-Kleinwagen DA 1                                                                        | 9.308            |
| 1929–1942 | BMW DA 2, DA 3, DA 4, BMW 303, 309, 315, 319, 319/1, 329, 320, 321, 325, 326, 327, 328, 335 | 78.768           |
| 1945–1950 | Dopo IIGM - BMW 321                                                                         | 8.996            |
| 1946–1947 | Dopo IIGM - BMW 326                                                                         | 16               |
| 1952–1955 | BMW / EMW 327-1, 327-2, 327-3                                                               | 505              |
| 1949–1955 | BMW / EMW 340, 340-1, 340-2                                                                 | 21.083           |
| 1952      | Kübelwagen IFA EMW 325-3                                                                    | 166              |
| 1953–1956 | EMW 309                                                                                     | 38.782           |
| 1955–1965 | Wartburg 311/312                                                                            | 258.928          |
| 1957–1960 | Wartburg-Sport 313-1                                                                        | 469              |
| 1965–1966 | Wartburg 312-1                                                                              | 33.759           |
| 1966–1975 | Wartburg 353                                                                                | 356.330          |
| 1975–1988 | Wartburg 353 W                                                                              | 868.860          |
| 1988–1991 | Wartburg 1.3                                                                                | 152.775          |
| Totale    | Totale                                                                                      | 1.837.708        |